# الضحية رقم 8
الضحية رقم 8 (بالإسبانية: La víctima número 8)‏ هو مسلسل تلفزيوني إسباني من نوع الإثارة صدرَ عام 2018 حيثُ يروي قصّة هجمات برشلونة في آب/أغسطس من عام 2017. السلسلة من تأليفِ وكتابة سارة أنتونيا ومارك سيستاري فيما شاركَ في البطولة كل من سيزار ماتيو، ماريا دي ناتي وفيرونيكا مورال. تدورُ حبكة المسلسل حول «تفجيرٍ إرهابي» في البلدة القديمة في بلباو يتسبَّبُ في مقتل سبعة أشخاص وجرحِ عشرات آخرين. تبدأُ الشرطة تحقيقها محاولةً إلقاء القبض على المسؤولين عن التفجير.
صدرَ المسلسل لأول مرة في إسبانيا في 10 تشرين الأوّل/أكتوبر 2018؛ قبل أن يُنشر في جميع أنحاء العالم وذلك عبرَ خدمة نتفليكس في 16 آب/أغسطس 2019.

## البطولة
- سيزار ماتيو في دور عمر
- ماريا دي ناتي في دور إدورن
- فيرونيكا مورال في دور كورو
- فرح حامد في دور عادلة
- ليزي ليندر في دور ألمِدينا
- خالد كوكا في دور إبراهيم
- أوسكار زافرا في دور جورستيزا
- خيسوس رومان في دور كوميساريو
- ألفونسو توريجروسا في دور خوسيه ماريا أزكارات
- إتزيار لازكانو في دور كونشا
- يوسف بوغاروفاني في دور عيسى
- مارفيل ألفاريز في دور إيش
- إتزيار أيزبورو في دور ماريا
- جيلين زابييه في دور أجينت موريرا
- كيكو فيروري

## الاستقبال
اعتبارًا من 25 آب/أغسطس 2019؛ حصلَ مسلسل الضحيّة رقم ثمانية على تقييم 7.2 من أصل 10 على قاعدة بيانات الأفلام على الإنترنت، كما نالَ 3.5 من أصل 5 على موقع ريدي؛ ستيدي؛ كات، بالإضافةِ إلى بعض الآراء النقدية والتعليقات في روتن توميتوز.

## روابط خارجية
- الضحية رقم 8 على موقع IMDb (الإنجليزية)
- الضحية رقم 8 على موقع روتن توميتوز (الإنجليزية)
- الضحية رقم 8 على موقع نتفليكس (الإنجليزية)
- الضحية رقم 8 على موقع فيلمافينيتي (الإسبانية)
- الضحية رقم 8 على موقع كينوبويسك (الروسية)
- الضحية رقم 8 على موقع ألو سيني (الفرنسية)
- الضحية رقم 8 على موقع قاعدة بيانات الفيلم (الإنجليزية)